# Личное сообщение
Личное сообщение (также сокращённо ЛС) или ДМ (от англ. direct message «прямое сообщение») — приватный канал общения между пользователями на любой платформе. В отличие от публичных постов, личные сообщения могут быть видны только участникам переписки.
Существуют два основных типа личных сообщений. Первый, на интернет-форумах и таких социальных приложениях как Facebook, Твиттер или Instagram, где основной фокус это публичные посты — личные сообщения позволяют пользователям связываться друг с другом не покидая платформу. Отдельный вид — сообщения в таких системах мгновенного обмена сообщениями как WhatsApp или Telegram, где личные сообщения являются изначальной целью регистрации пользователей.
Кроме использования для личного общения с друзьями и семьей, также могут использоваться в рабочей среде для повышения эффективности и сокращения времени работы.

## История
Появление Интернета, информационно объединившего все страны, произвело революцию среди различных форм общения. В 1971 году через компьютерную сеть ARPANET было отправлено первое  личное сообщение, и, таким образом, была создана новая форма личного общения. Сейчас электронная почта является одним из самых используемых средств связи в интернете.
В настоящее время большая часть личных сообщений отправляется в социальных сетях и мессенджерах, причем последние к 2020 году стали популярнее. Современные формы личного обмена сообщениями могут включать в себя отправку изображений, файлов, аудио- или видеосообщений.